# Лобос (остров, Уругвай)
Лобос (исп. Isla de Lobos) — остров близ южного побережья Уругвая.

## География

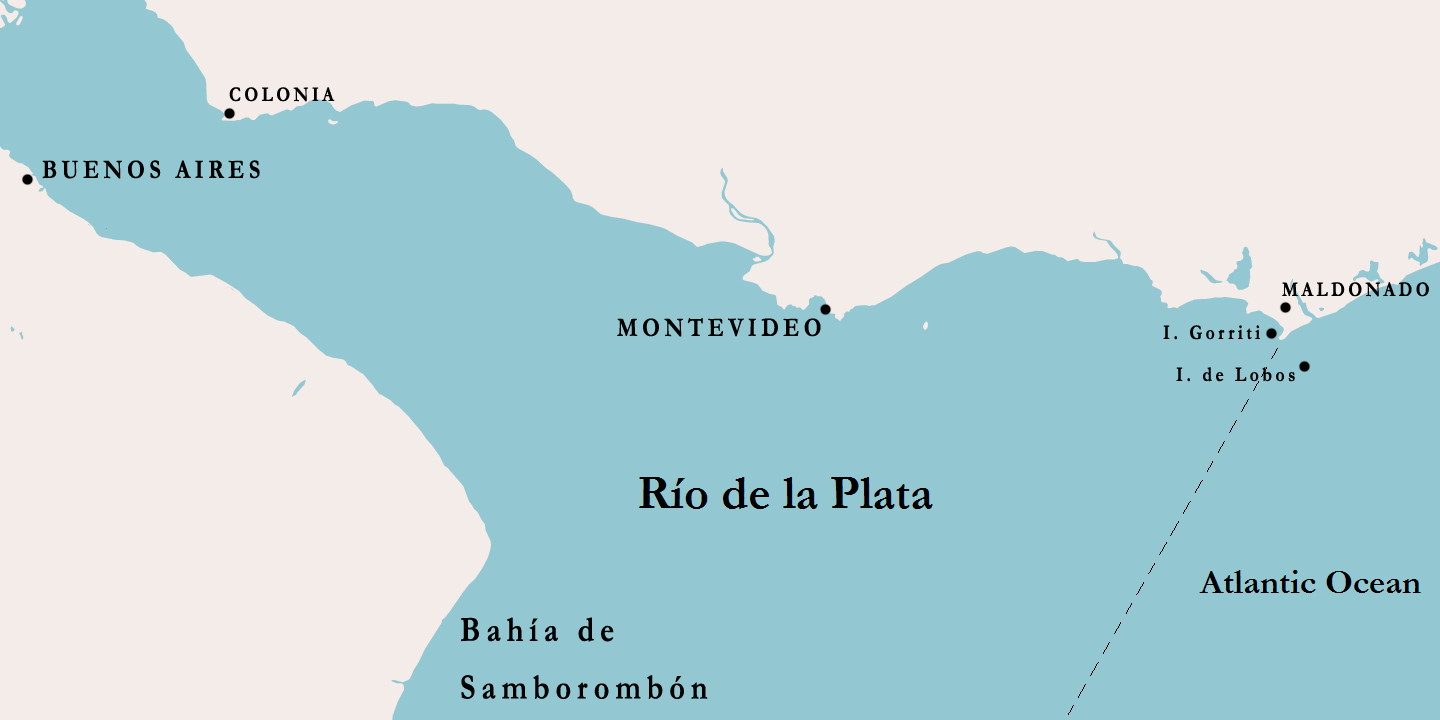
Остров Лобос на карте эстуария Ла-Плата

Остров расположен в Атлантическом океане, почти сразу за внешней границей эстуария Ла-Плата, примерно в 12 километрах к юго-востоку от Пунта-дель-Эсте. Административно относится к департаменту Мальдонадо. Остров Лобос является самой южной точкой Уругвая.
Остров представляет из себя прочное скальное образование высотой до 26 метров. Берега — низкие скалы и галечные пляжи. Почти вся центральная часть острова занята большим плато, которое покрыто тонким слоем почвы. Имеются источники пресной воды, растительность представлена лишь злаками, папоротником кампилоневрумом узколистным (Campyloneurum angustifolium) и зарослями тростника (Phragmites australis). Площадь острова составляет 41 га, длина — 1,2 км, максимальная ширина — 816 м.
Примерно в 880 метрах от острова есть островок размером 240 на 160 метров.

## Животный мир

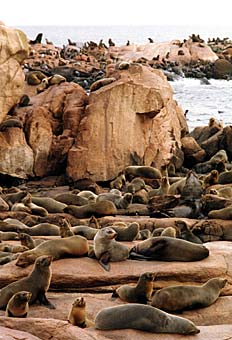
Лежбище южных морских львов на острове

Остров Лобос является природным заповедником, на острове находится самая большая колония южных морских львов в Южной Америке. На острове также обитают южноамериканские морские котики.

## История
Остров открыт испанским мореплавателем Хуаном Диасом де Солисом в 1516 году и назван им «Сан-Себастьян-де-Кадис». Позже, в 1527 году, на острове побывал венецианский навигатор Себастьян Кабот во время экспедиции по исследованию Ла-Платы и Параны.
В 1906 году на острове построен маяк для навигации судов на входе в эстуарий Ла-Плата. Высота маяка составляет 59 метров, это самый высокий маяк Уругвая и один из самых высоких бетонных маяков в мире. В ночное время маяк даёт белую вспышку каждые 5 секунд и виден на расстоянии 40 км.
В июле 2001 года маяк стал первым в Уругвае полностью автоматизированным маяком, который работает с использованием солнечной энергии. При сильном тумане включаются мощные сирены.

## Галерея фотографий

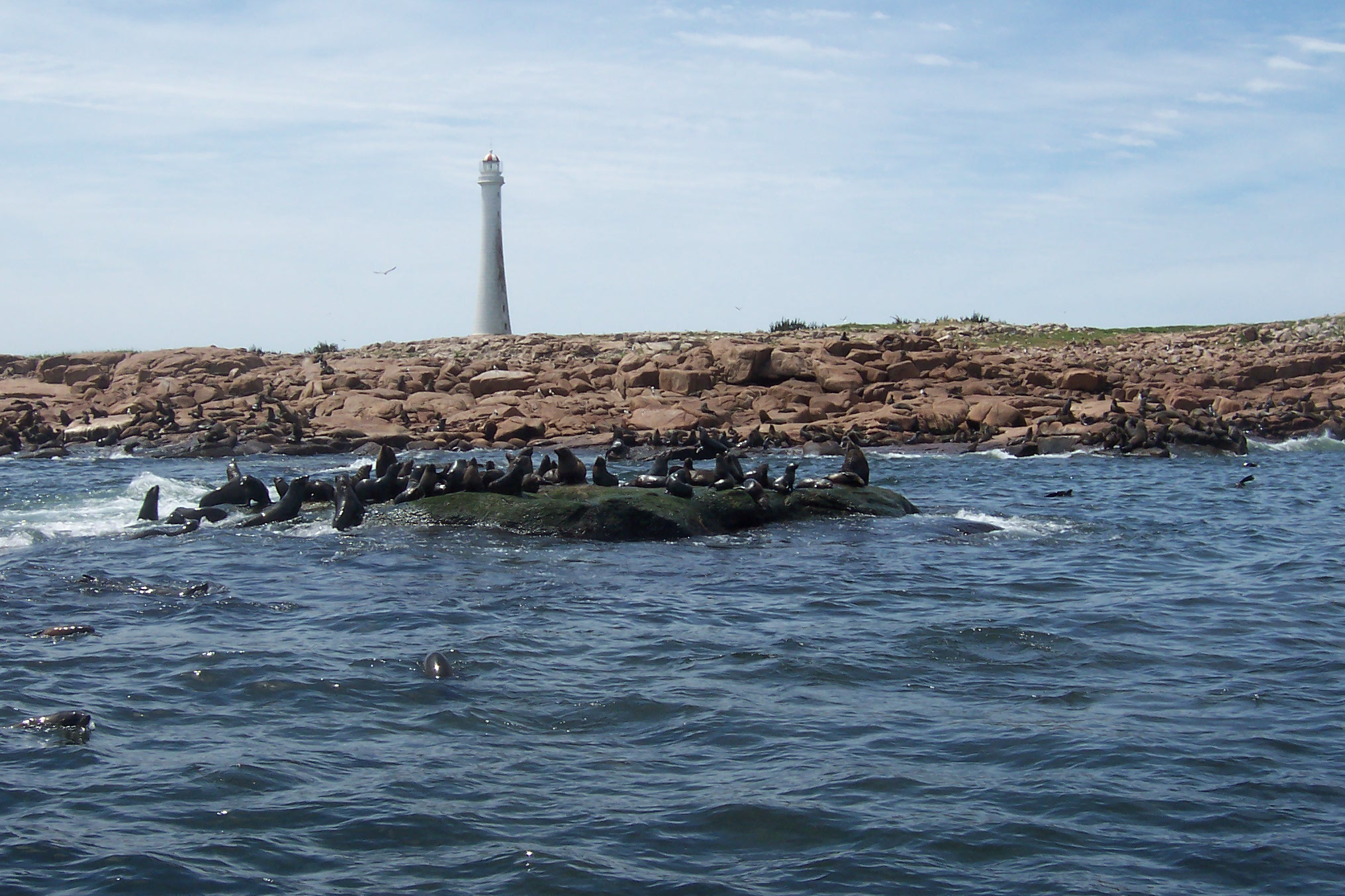
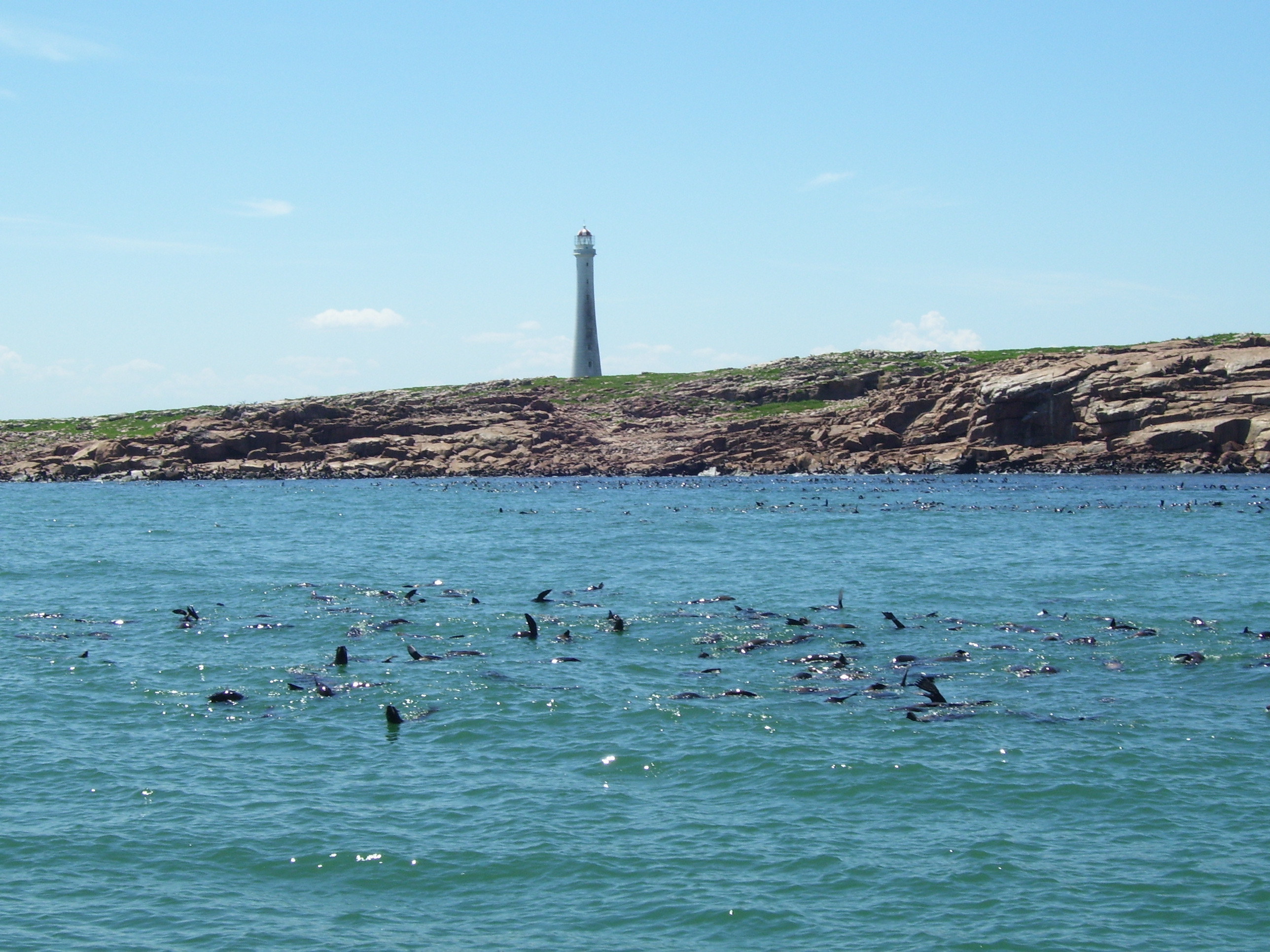
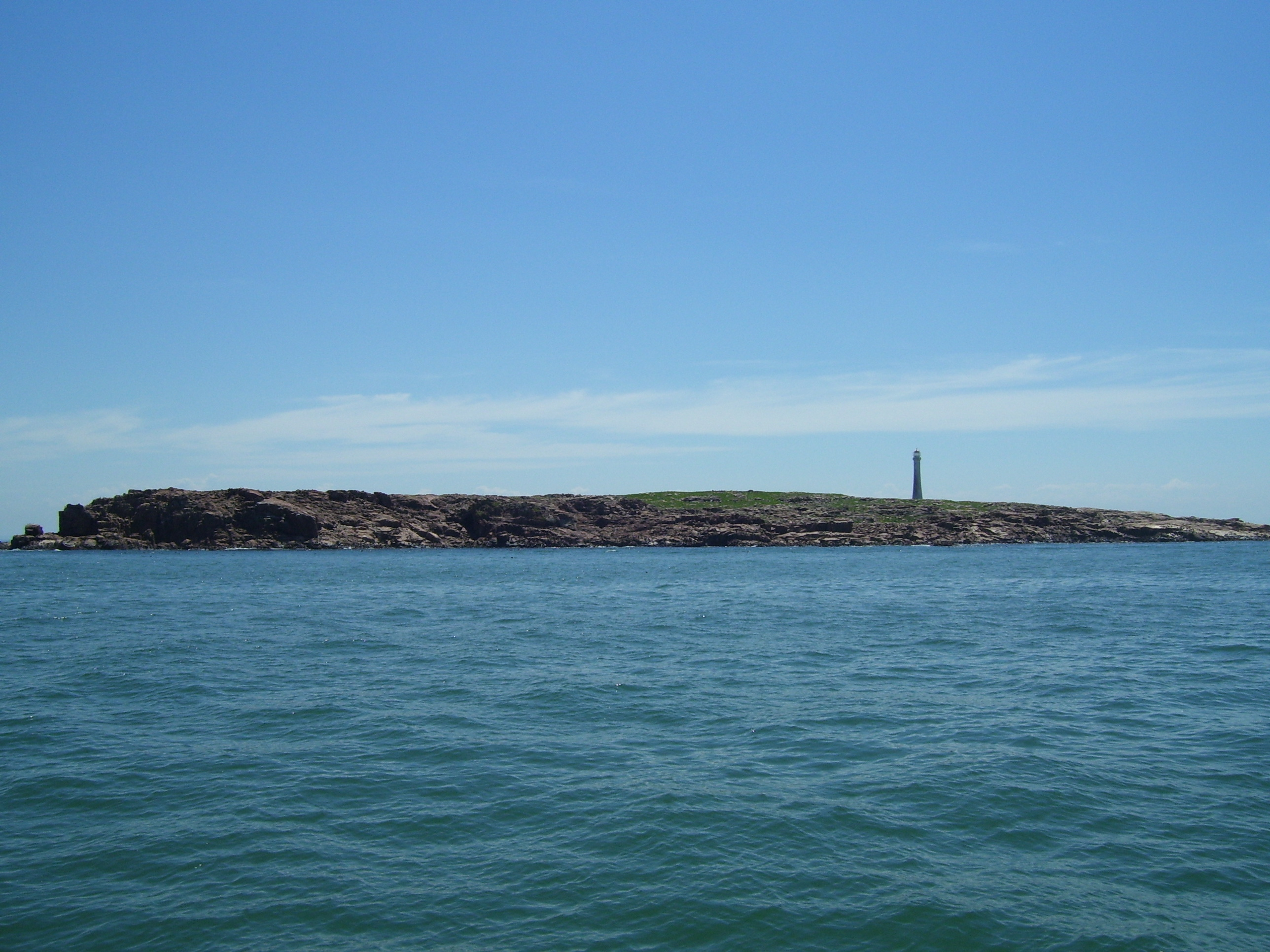
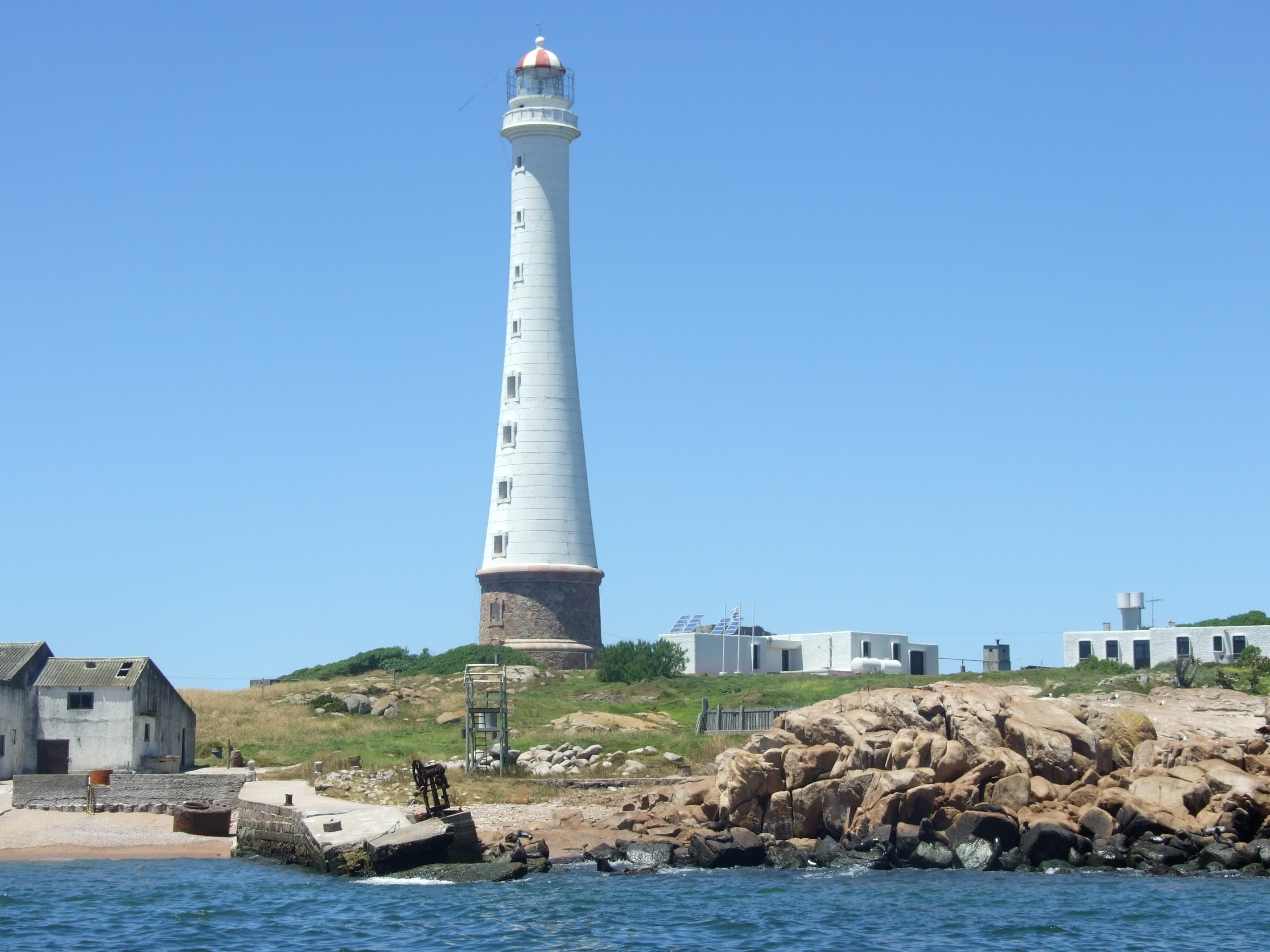